# Martin Krebs (Bischof)

Wappen von Martin Krebs

Martin Krebs (* 2. November 1956 in Essen) ist ein deutscher Geistlicher, Diplomat des Heiligen Stuhls und Titularerzbischof der römisch-katholischen Kirche.

## Leben
Martin Krebs wuchs im Essener Norden auf, unweit der Zeche Zollverein. Seine Mutter war aus dem Ermland vertrieben worden, sein Vater war aus dem Eichsfeld geflohen. Nach dem Abitur am Bischöflichen Gymnasium am Stoppenberg in Essen studierte Martin Krebs Katholische Theologie und Philosophie zunächst an der Ruhr-Universität Bochum als Diözesantheologe des Bischöflichen Studienkollegs der Diözese Essen. Nach dem ersten theologischen Examen (Philosophicum) setzte er sein Studium an der Päpstlichen Universität Gregoriana als Seminarist des Pontificium Collegium Germanicum et Hungaricum de Urbe in Rom fort. Am 10. Oktober 1983 empfing er in Rom durch den Erzbischof von München und Freising und späteren Kardinal, Friedrich Wetter, das Sakrament der Priesterweihe für seine Heimatdiözese Essen. Nach seinem Studienabschluss an der Päpstlichen Universität Gregoriana war er von 1984 bis 1987 als Kaplan in der Pfarrei St. Joseph in Duisburg-Mitte tätig. Im Oktober 1987 begann Martin Krebs ein Studium an der Päpstlichen Diplomatenakademie in Rom, das er 1991 mit einer Promotion in Kanonischem Recht (Dr. iur. can.) abschloss.
Im Juli 1991 wurde Krebs Nuntiatursekretär der Apostolischen Nuntiatur in Burundi. In den folgenden Jahren war er in den Nuntiaturen in Japan (1995–1998), Österreich (1998–1999) und Tschechien (1999–2002) tätig; von 2002 bis 2006 war er an der Vertretung des Heiligen Stuhls bei der Europäischen Union in Brüssel eingesetzt. Seit 2006 war er Nuntiaturrat in Washington, D.C., USA.
Papst Johannes Paul II. verlieh ihm 1992 den Ehrentitel Kaplan Seiner Heiligkeit und 2002 Ehrenprälat Seiner Heiligkeit.
Am 8. September 2008 ernannte ihn Papst Benedikt XVI. zum Titularerzbischof von Taborenta und bestellte ihn zum Apostolischen Nuntius in Guinea und Mali. Die Bischofsweihe spendete ihm Kardinalstaatssekretär Tarcisio Bertone SDB am 16. November 2008 im Essener Dom; Mitkonsekratoren waren der emeritierte Apostolische Nuntius, Erzbischof Erwin Josef Ender, und der Essener Bischof Felix Genn, der ihn wenige Tage später, am 26. November, zum Ehrendomherrn an der Hohen Domkirche ernannte. Krebs’ Wahlspruch ist: Beati misericordes („Selig die Barmherzigen“) und entstammt den Seligpreisungen aus dem Evangelium nach Matthäus (Mt 5,7 ).
Papst Franziskus ernannte ihn am 8. Mai 2013 zum Apostolischen Nuntius in Neuseeland, auf den Cookinseln, in Kiribati, Palau und den Föderierten Staaten von Mikronesien sowie zum Apostolischen Delegaten für das Gebiet des Pazifischen Ozeans. Am 23. September desselben Jahres wurde er zusätzlich zum Apostolischen Nuntius für Fidschi, Samoa und Vanuatu ernannt. Am 18. Januar 2014 ernannte ihn Papst Franziskus zusätzlich zum Apostolischen Nuntius für Tonga. Eine weitere Ausdehnung seines Aufgabengebiets verfügte Papst Franziskus am 3. Mai 2014 mit Krebs’ Ernennung zum Apostolischen Nuntius auf den Marshallinseln und Nauru.
Am 16. Juni 2018 ernannte ihn Papst Franziskus zum Apostolischen Nuntius in Uruguay. Papst Franziskus bestellte ihn am 3. März 2021 zum Apostolischen Nuntius in der Schweiz und in Liechtenstein sowie am 19. April 2024 zudem zum Apostolischen Nuntius in Monaco.
Martin Krebs spricht neben Deutsch auch Englisch, Italienisch, Französisch, Spanisch und Tschechisch.

## Schriften
- Subsidiarität und kirchliches Leben. Das Subsidiaritätsprinzip in Anwendung auf die Kirche nach Pius XII. Dissertation, Pontificia Universitas Gregoriana, Rom 1991.